# Олимпијска химна
Олимпијска химна (грч. Ο Υμνος των Αγωνων) је музичко дело које је компоновао Спирос Самарас (Spyros Samaras) на текст песме грчког песника и писца Костиса Паламаса (Kostis Palamas). Први пут је изведена на церемонији отварања првих Олимпијских игара 1896. у Атини. Након тога, сваки домаћин је давао разним композиторима и музичарима да напишу химну за одређену Олимпијаду. 
Ову химну је Међународни олимпијски комитет 1958. прогласио званичном и први пут је изведена на отварању Токијских Игара 1964. године. 
Олимпијска химна има статус државне химне према прописима МОК-а.

## Стихови
| Αρχαίον Πνεύμ'αθάνατον, αγνέ πατέρα του ωραίου, του μεγάλου και τ'αληθινού, κατέβα, φανερώσου κι άστραψ'εδώ πέρα στην δόξα της δικής σου γης και τ'ουρανού. Στο δρόμο και στο πάλεμα και στο λιθάρι, στων ευγενών Αγώνων λάμψε την ορμή, και με τ'αμάραντο στεφάνωσε κλωνάρι και σιδερένιο πλάσε κι άξιο το κορμί. Κάμποι, βουνά και πέλαγα1 φέγγουνε μαζί σου σαν ένας λευκοπόρφυρος μέγας ναός, και τρέχει στο ναόν εδώ προσκυνητής σου, Αρχαίον Πνεύμ'αθάνατον, κάθε λαός. | Arhéon Pnévm'athánaton, agné patéra tou oréou, tou megálou ke t’alithinoú, katéva, fanerósou ki ástraps’edó péra Stin dóxa tis dikís sou yís ke t'ouranoú. Sto drómo ke sto pálema ke sto lithári, ston evgenón Agónon lámpse tin ormí, ke me t'amáranto stefánose klonári ke siderénio pláse ki áxio to kormí. Kábi, vouná ké pélaga1 féngune mazí sou san énas lefkopórfiros mégas naós ke tréhi sto naón edó proskinitís sou, Arhéon Pnévm'athánaton, káthe laós. |

## Превод
Бесмртни Душе Антике, пречисти оче

лепоте, величине и истине,

сиђи, откриј нам се као муња

овде у слави твоје земље и твога неба.

У трчању, рвању и бацању

просветли нас племенитом светлошћу Игара,

и круниши нас вечним венцем

и учини нам тело чврсто и вредно.

Поља, планине и пучина1 сјаје са тобом

као бело-пурпурни велики храм,

у који долазе твоји ходочасници,

о Бесмртни Душе Антике, сви народи.